# Marie Guillot
Marie Guillot, née le 9 septembre 1880 à Damerey et morte le 4 mars 1934 à Lyon, est une institutrice en Saône-et-Loire. Pionnière du syndicalisme dans l'enseignement primaire, elle associa le projet syndicaliste d'émancipation sociale à celui, sociétal, de l'émancipation des femmes. Syndicaliste révolutionnaire, elle est au début des années 1920 une militante de la Confédération générale du travail unitaire. Elle en est membre de la direction nationale en 1922-1923.

## Biographie
Originaire du département de Saône-et-Loire et plus exactement de la Bresse chalonnaise, où sa famille est enracinée, Marie Louise Guillot reste sa vie durant en symbiose avec cette zone de Bourgogne du sud. Son père, journalier agricole meurt alors qu'elle n'est âgée que de trois ans. Pour nourrir la famille (Marie a une sœur) sa mère quitte la campagne bressanne pour travailler à la ville la plus proche, Chalon-sur-Saône, où elle trouve un emploi de laveuse à la journée. Bonne élève à l'école, l'enfant, poussée par une institutrice laïque, obtient le sésame qui ouvre l'accès à la petite fonction publique : le Brevet supérieur.

### Institutrice rurale
En 1899 elle devient institutrice dans l'enseignement primaire, emploi qui lui permet de prendre en charge sa mère. Après quelques années de suppléances et de stages dans des écoles du Mâconnais, de la région autunoise et en Bresse, elle obtient sa titularisation dans une école d'un petit village de la Côte chalonnaise. Elle y enseigne de 1904 à 1921. Elle reste célibataire, partagée entre l'enseignement et le syndicalisme. Elle fonde vers 1910 la section de Saône-et-Loire de la fédération des syndicats d'instituteurs et en assume le secrétariat dans un environnement administratif hostile.

### Syndicalisme
Les dures conditions de vie de ses parents, ses propres conditions d'existence, les tracasseries hiérarchiques la convainquent en l'engagement syndical. S'ajoutent des facteurs plus idéologiques, les mêmes qui font d'elles une adhérente au Parti socialiste (probablement sous l'influence d'un autre instituteur de Saône-et-Loire, Théo Bretin) : l'émancipation des travailleurs doit être celle des travailleurs par eux-mêmes. Comme les syndicalistes révolutionnaires elle voit dans le syndicat l'organisateur de la société future. Elle figure parmi les abonnés du petit organe La Vie ouvrière et entretient avec Pierre Monatte à partir de 1913, une correspondance de longue durée. Lorsqu'en juillet 1913, La Vie ouvrière publie un article signé "Marie Guillot", c'est une militante expérimentée qui s'exprime. L'organe syndical lui avait déjà laissé la parole dans son numéro de janvier 1913 sous le pseudonyme transparent de "une abonnée de Saône-et-Loire". Elle notait alors dans un style clair et direct : 
- Ça manque de femmes à "La Vie ouvrière", vous savez ! Croyez vous donc faire la révolution ou opérer une transformation économique sans le concours des femmes ? (...) Est-ce dédain envers nous ? Vous seriez bien mal inspirés. Le mouvement féministe pénètre et pénétrera de plus en plus les masses et il faudra compter avec lui.

### L'École émancipée
Depuis 1910, elle participe à la rédaction et à la diffusion  de L'École émancipée, "revue pédagogique hebdomadaire" publiée par la Fédération nationale des Syndicats d'institutrices et d'instituteurs de France et des Colonies. Quatre articles d'elle (seule ou en collaboration) sont publiés par cette revue en 1911, cinq sont publiés en 1912, six en 1913, sept pour la seule période janvier-juillet 1914. À partir d'avril 1912 elle tient une rubrique dans cette revue : la Tribune féministe.

### Militante féministe
Le combat des femmes pour l'égalité requiert pour elle la même importance que ses engagements politiques et syndicaux. Elle dirige depuis 1906 l'Association des femmes de Saône-et-Loire pour la propagation des idées laïques. Elle s'appuie alors sur l'hebdomadaire Le Socialiste de Saône-et-Loire, pour diffuser les revendications féministes. L'École émancipée à son tour lui permet de populariser ses idées, d'autant plus que la situation des femmes dans la fonction publique est marquée par une différence de salaire, à grade et ancienneté équivalents, entre les hommes et les femmes. 

### Face à la guerre: pacifiste
En août 1914, alors que les directions de la Section française de l'Internationale ouvrière (SFIO) et de la CGT, rallient le militarisme gouvernemental, alors que la plupart des plus "braillards"  syndicalistes révolutionnaires oublient les ordres-du-jour antimilitaristes qu'ils défendaient dans les Congrès, Marie Guillot écrit à Pierre Monatte:
- Ce qui m'épouvante plus que tous les carnages, c'est la vague de haine qui se lève toujours plus haute et qui détourne de leur but les énergies ouvrières.

Elle va, durant les années du conflit, poursuivre le même chemin opiniâtre : partout où elle le peut elle intervient pour faire grandir les idées pacifistes. Elle est confortée par l'appel de Romain Rolland Au-dessus de la mêlée (septembre 1914),  par l'attitude de Pierre Monatte avec lequel elle correspond durant toute la guerre, par les prises de position d'autres institutrices en faveur de la Paix. Plusieurs fois inquiétée, elle n'est toutefois pas arrêtée pendant la guerre.

## 1919-1924: syndicaliste au niveau national
L'agenda (fictif) de la militante montrerait son activité qui tend vers un engagement à 100 % de son temps.
 
Du 7 au 10 août 1919, elle participe à Tours, au Congrès de la Fédération nationale des syndicats d'instituteurs.

Du 15 au 21 septembre 1919, Marie Guillot participe au 14e congrès de la CGT (Lyon). Elle se situe dans la minorité "révolutionnaire" du syndicat.

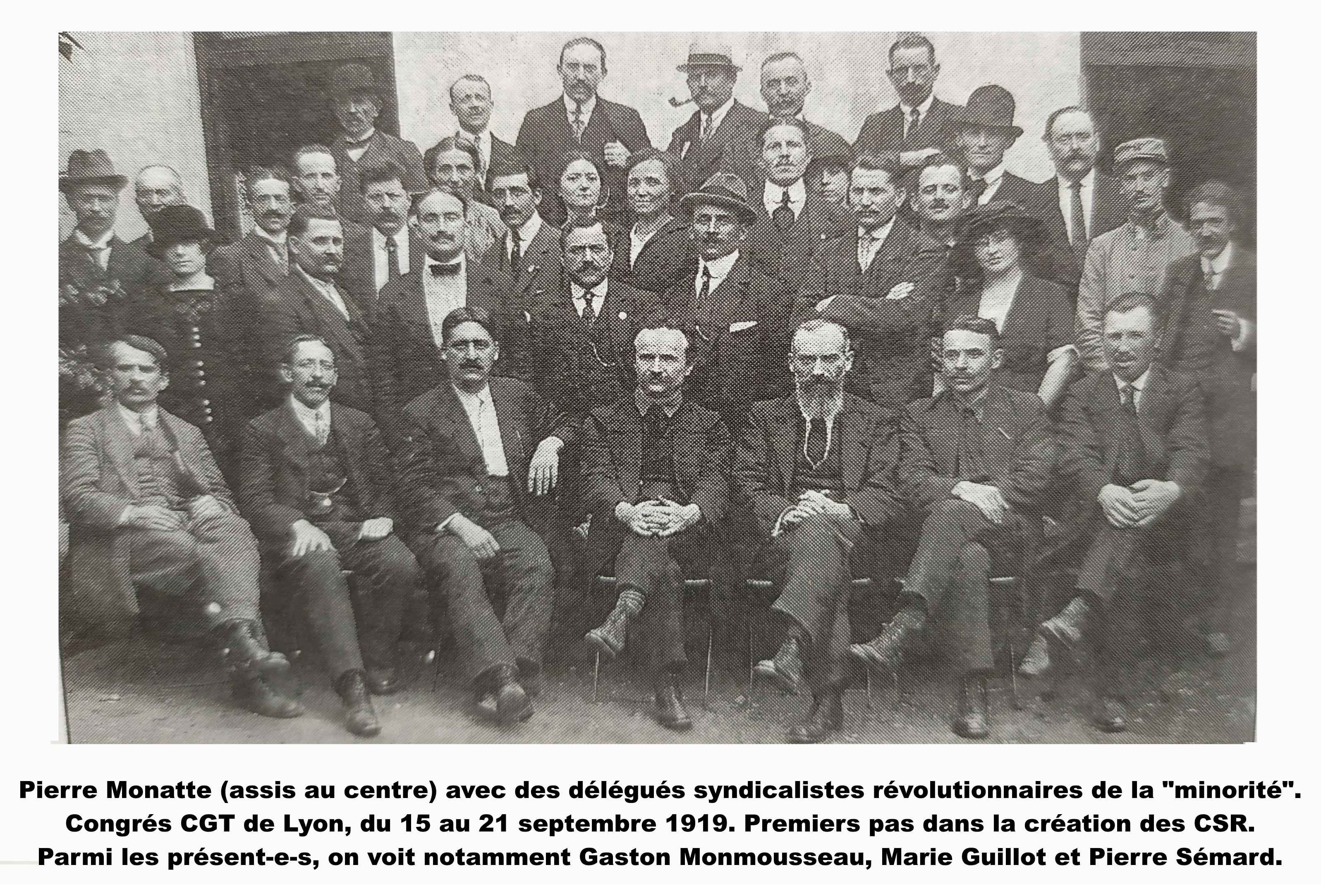
Marie Guillot parmi les autres délégués révolutionnaires au congrès CGT de Lyon, septembre 1919

En janvier 1920, elle est élue secrétaire générale des Comités syndicalistes révolutionnaires de l'Enseignement.
 En août de la même année elle participe à Bordeaux au quatorzième congrès de la Fédération des syndicats d'instituteurs. Elle est l'une des 350 délégués représentant 12 000 adhérents répartis en 68 syndicats. Cependant comme jamais, le droit syndical est dénié aux fonctionnaires. Le secrétaire de la fédération, Louis Bouët est révoqué depuis le 31 juillet. C'est la troisième fois  dans l'histoire du jeune syndicalisme enseignant qu'un secrétaire fédéral est révoqué. Au cours des années 1919-1921, plusieurs syndicalistes de l'Enseignement subissent aussi enquêtes et sanctions. Marie Guillot, dirigeante du Comité syndicaliste révolutionnaire de la Saône-et-Loire est traduite en conseil de discipline en janvier 1921. Défendue par tous les délégués du personnel et par son inspecteur primaire, cas peu courant, son cas dépend de l'Inspecteur d'Académie. Elle est révoquée le 25 avril 1921 :
- Les actes de propagande révolutionnaire accomplies par Mlle Marie Guillot sont incompatibles avec les fonctions d'institutrice publique[19].

Pour faire bonne mesure, l'école de Saint-Martin-d'Auxy, vidée de ses élèves par le recul démographique et par de sombres intrigues locales, est fermée...
 Ses amis de La Vie ouvrière procurent un travail éditorial à celle qui se retrouvait sans salaire. Mais libre de son temps son militantisme s'exerce tous azimuts : en juillet 1921, le congrès départemental des syndicats CGT de la Saône-et-Loire l'élit secrétaire générale.

### Secrétaire générale de la fédération de l'Enseignement
Du 25 au 30 juillet 1921 au 16e congrès de la CGT (Lille), Marie Guillot figure parmi les délégués qui votent la motion des syndicalistes révolutionnaires. Minoritaires, ceux-ci progressent de façon considérable. En septembre 1920, le 15e congrès (Orléans) se répartissait entre  1 505 voix à la direction (Jouhaux),  et 552 voix aux révolutionnaires Moins d'un an plus tard le document d'orientation est approuvé par 1 572 voix, contre 1 325 et 66 abstentions. Cette progression laissait augurer un basculement de majorité au congrès suivant.
Au niveau de sa profession est réuni à Paris du 18 au 20 août 1921, le 15e congrès de la Fédération des syndicats de l'Enseignement laïque. celle-ci se dote d'une nouvelle direction. Une femme est élue secrétaire générale, Marie Guillot. Elle se trouve secrétaire d'une Fédération à un moment clé du syndicalisme français. 
C'est par des mesures administratives d'exclusion  que Léon Jouhaux. Sont visées les organisations adhérentes aux comités syndicalistes révolutionnaires. Une partie des responsables minoritaires aspire à la scission dans le but de créer une nouvelle centrale qui ne soit inféodée ni au réformisme ni "à Moscou".  Bien qu'animatrice des  Comités syndicalistes révolutionnaires, Marie Guillot est difficilement classable. En décembre 1921 les syndicalistes "minoritaires" organisent une assemblée des organisations exclues et des minorités fédérales. Elle ne figure pas dans la direction provisoire de la structure syndicale qui se met en place la Confédération générale du travail unitaire (CGTU), où dominent les anarchistes.

### 1922-1923, secrétaire nationale de la CGTU
Le premier semestre de l'année 1922 est consacré à mettre en place de la nouvelle confédération, qui se qualifie « unitaire ». Le premier Congrès confédéral se tient à Saint-Étienne fin juin 1922. Or les débuts de l'organisation unitaire mettent en évidence plusieurs tendances. Le débat se focalise sur l'adhésion à l'ISR, en fait sur le degré plus moins grand d'autonomie par rapport à cet organisme. Or, Marie Guillot, comme le postier Joseph Lartigue, se trouve dans une position intermédiaire, celle qui se situe dans la continuité du syndicalisme révolutionnaire, tout en reconnaissant les mérites de la Révolution soviétique. Ils constituent un groupe charnière  auquel les partisans de l'adhésion offrent formellement des concessions : une adhésion "sous réserve" à l'ISR, et le partage des responsabilités à la Direction de la confédération unitaire. Initialement non prévue, Marie Guillot doit sa nomination au Bureau confédéral de la CGTU au désistement de son collègue Louis Bouët. C'est la première fois qu'une femme fera partie du Bureau confédéral, note le journaliste de L'Humanité.
Le Congrès de la Fédération de l'Enseignement que Marie Guillot avait fait adhérer à la CGTU, se tient à Paris du 17 au 19 août. Il ratifie cette adhésion et la décharge du secrétariat général.
La cohabitation des syndicalistes révolutionnaires avec les partisans sans condition du centralisme international est de courte durée. Démissionnaires de leurs responsabilités au sein de la CGTU en juillet 1923, Marie Guillot et ses camarades de tendance obtiennent la réunion d'un Congrès extraordinaire qui se tient à Bourges en novembre 1923. Éliminée de la Commission féminine centrale, qu'elle animait, elle décide avec ses colistiers de ne plus prendre part à la Direction de la CGTU .
En juin 1924, elle est réintégrée dans l'Enseignement. Elle retrouve sa Saône-et-Loire, le syndicalisme de proximité, l'école à classe unique, l'animation de groupes féministes syndicaux. La "normalisation" de la fédération CGTU de l'Enseignement entre 1929 et 1931 la plonge dans le désespoir. Une santé physique et mentale défaillante, entraîne son hospitalisation dans un hôpital lyonnais où elle meurt à l'âge de 54 ans.

### Biographies
- Slava Liszek, Marie Guillot, de l'émancipation des femmes à celle du syndicalisme,  L'Harmattan, Paris, 1994.  (ISBN 2-7384-2947-5)
- Anne Goirand Hohl, Philippe Péchoux & Morgan Poggioli, « Nous ne plierons pas » : Marie Guillot, une institutrice féministe syndicaliste-révolutionnaire (1880-1934), Éditions universitaires de Dijon, 2024. 397 p.  (ISBN 978-2-36441-492-1)
- Dictionnaire biographique du mouvement ouvrier français, volume 31, 1988, notice Guillot Marie (rédaction : Léon Griveau, Jean Maitron)

### Marie Guillot au sein du mouvement ouvrier
- Colette Chambelland, Jean Maitron, Syndicalisme révolutionnaire et communisme, les archives de Pierre Monatte, François Maspero éditeur, 1968.
- Denis Cohen, Valère Staraselski, 1909-2009 Un siècle de Vie ouvrière, Le Cherche midi Paris, 2009.  (ISBN 978-2-7491-1003-5)
- Michel Dreyfus, Histoire de la CGT, 1995.
- Max Ferré Histoire du mouvement syndicaliste révolutionnaire chez les instituteurs des origines à 1922, SUDEL, Paris, 1955.
- Madeleine Guilbert, Les femmes et l'organisation syndicale avant 1914, Centre national de la Recherche scientifique, Paris, 1966.
- Loïc Le Bars, La fédération unitaire de l'Enseignement (1919-1935). Aux origines du syndicalisme enseignant, éditions Syllepse, 2005.  (ISBN 2-84797-097-5)